# Wim Schut

Wim Schut bei einer Rede vor der Zweiten Kammer der Generalstaaten (1968)

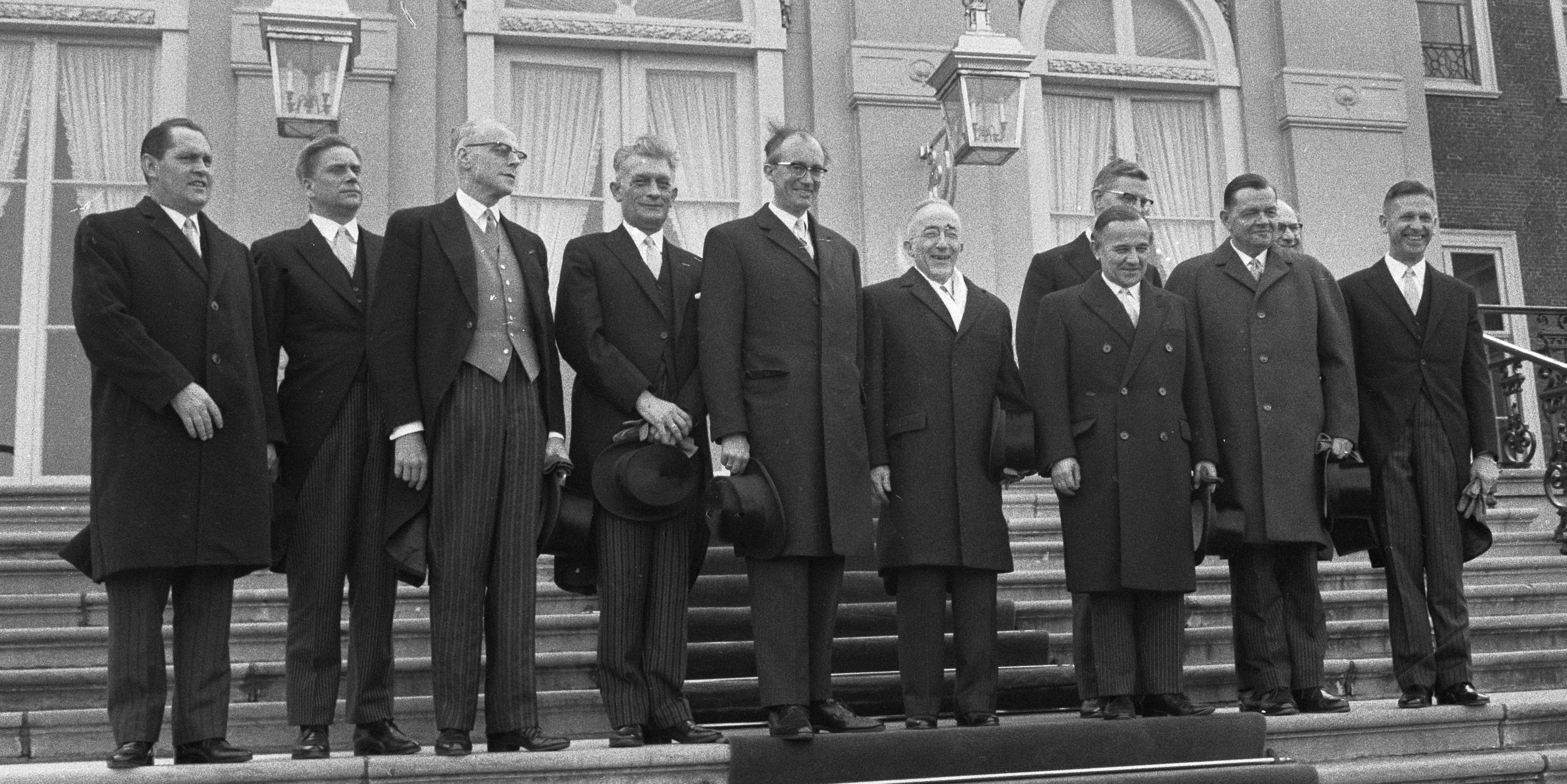
Das Kabinett De Jong bei der Vereidigung am 5. April 1967 vor Huis ten Bosch: Wohnungsbauminister Schut (2.v.r.) mit Ministerpräsident Piet de Jong (7.v.l.) und dem weiteren Kabinett

Willem „Wim“ Frederik Schut (* 21. August 1920 in Amsterdam; † 15. August 2006 in Nieuwerkerk aan den IJssel, Provinz Südholland) war ein niederländischer Politiker der Anti-Revolutionaire Partij (ARP) sowie später des Christen-Democratisch Appèl (CDA).

## Leben
Nach dem Besuch der Hogere Burgerschool in Amsterdam begann Schut 1937 ein Studium im Fach Bauingenieurwesen an der Technischen Hochschule Delft, das er im Dezember 1942 abschloss.
Im April 1943 begann er seine berufliche Tätigkeit im städtebaulichen Beratungsbüro Instituut Stad en Landschap van Zuid-Holland in Rotterdam, in dem er zwischen September 1945 und August 1956 Vize-Direktor und dann von August 1956 bis April 1967 Direktor war. Für seine Verdienste im Zweiten Weltkrieg wurde ihm 1946 das Bronzene Kreuz verliehen.
Am 5. April 1967 wurde Schut von Ministerpräsident Piet de Jong als Minister für Wohnungswesen und Raumordnung in dessen Kabinett berufen und gehörte diesem bis zum Ende von de Jongs Amtszeit am 6. Juli 1971 an.
Am 17. Juli 1971 wurde Schut zum Ritter des Orden vom Niederländischen Löwen ernannt.
Nach seinem Ausscheiden aus der Regierung kehrte er als Direktor zum Instituut Stad en Landschap van Zuid-Holland und war darüber hinaus seit September 1971 auch Direktor der mit diesem zusammen gelegten Stiftung Instituut Stad en Landschap in Rotterdam. In dieser Funktion war er seit 1974 auch Leiter des Projekts zum Umbau des Dorfes Zoetermeer zu einer Trabantenstadt von Den Haag.
Neben seiner dortigen beruflichen Tätigkeit war Schut zwischen Juni 1973 und März 1978 auch Mitglied des Wissenschaftlichen Rates für Regierungspolitik, einer unabhängigen Denkfabrik zur wissenschaftlichen Begleitung der Arbeit der niederländischen Regierung. Zuletzt war er von August 1977 bis März 1978 amtierender Vorsitzender dies Gremiums. Darüber hinaus engagierte er sich als Mitglied der Abraham-Kuyper-Stiftung.
Nachdem ihm seine Alma Mater, die Technische Hochschule Delft, am 21. Januar 1982 einen Ehrendoktor der technischen Wissenschaften verliehen hatte, wurde er wegen seiner Verdienste um die niederländische Politik am 29. April 1983 zum Kommandeur des Orden von Oranien-Nassau berufen.

## Hintergrundliteratur
- W. Aantjes: In memoriam ir. W.F. Schut (1920-2006). In: Jaarboek Parlementaire Geschiedenis 2007, S. 159